# NGC 6159
NGC 6159 је елиптична галаксија у сазвежђу Херкул која се налази на NGC листи објеката дубоког неба.
Деклинација објекта је + 42° 40' 49" а ректасцензија 16h 27m 25,1s. Привидна величина (магнитуда) објекта NGC 6159 износи 14,8 а фотографска магнитуда 15,8. NGC 6159 је још познат и под ознакама UGC 10397, MCG 7-34-38, CGCG 224-29, NPM1G +42.0441, PGC 58185.